# 1927
1927. је била проста година.

## Догађаји

### Јануар
- 7. јануар — Успостављена је редовна трансатлантска телефонска веза између Лондона и Њујорка.
- 10. јануар — Премијерно је приказан неми научно-фантастични филм Метрополис аустријског режисера Фрица Ланга.
- 24. јануар — Амерички војници су напали Никарагву по наређењу председника Калвина Кулиџа, интервенишући у Никарагванском грађанском рату.

### Мај
- 20. мај — Потписивањем мировног споразума у Џеди с краљем Ибн Саудом, Уједињено Краљевство је признало Саудов суверенитет над Хиџасом и Неџдом, који су се касније ујединили у Саудијску Арабију.
- 21. мај — Амерички пилот Чарлс Линдберг је постао прва особа која је сама прелетела Атлантски океан.
- 22. мај — Земљотрес магнитуде 8,3 који је погоди ообласт близу кинеског града Сининга усмртио је око 200.000 особа.

### Август
- 1. август — У Нанчаншкој побуни, првом већем окршају у Кинеском грађанском рату, комунисти су преотели град Нанчанг од Куоминтанга.

### Септембар
- 11. септембар — Избори за народне посланике Краљевине СХС.

### Децембар
- 14. децембар — Уједињено Краљевство је признало независност Ирака и подржала пријем те земље у Лигу народа.

## Рођења

### Јануар
- 17. јануар — Ерта Кит, америчка певачица, глумица, комичарка, плесачица и активисткиња (прем. 2008)

### Фебруар
- 20. фебруар — Сидни Поатје, амерички глумац, редитељ, продуцент и дипломата (прем. 2022)
- 20. фебруар — Ибер де Живанши, француски аристократа и модни дизајнер (прем. 2018)
- 24. фебруар — Емануел Рива, француска глумица и песникиња (прем. 2017)

### Март
- 1. март — Хари Белафонте, амерички музичар и глумац (прем. 2023)
- 2. март — Роже Валковјак, француски бициклиста (прем. 2017)
- 5. март — Марко Валок, српски фудбалер и фудбалски тренер (прем. 2024)
- 11. март — Химзо Половина, босанскохерцеговачки музичар (прем. 1986)
- 21. март — Ханс-Дитрих Геншер, немачки политичар (прем. 2016)
- 21. март — Вирџинија Вајдлер, америчка глумица (прем. 1968)
- 23. март — Соња Хлебш, словеначка глумица (прем. 2005)
- 31. март — Вилијам Данијелс, амерички глумац

### Април
- 2. април — Ференц Пушкаш, мађарски фудбалер и фудбалски тренер (прем. 2006)
- 3. април — Ева Секељ, мађарска пливачица (прем. 2020)
- 16. април — Папа Бенедикт XVI (прем. 2022)

### Мај
- 25. мај — Роберт Ладлам, амерички писац, познат као отац трилера (прем. 2001)

### Јун
- 5. јун — Душан Јакшић, српски глумац и певач (прем. 2009)
- 8. јун — Џери Стилер, амерички глумац, комичар и писац (прем. 2020)
- 15. јун — Хуго Прат, италијански цртач стрипова и илустратор, најпознатији по стрипу Корто Малтезе. (прем. 1995)
- 23. јун — Боб Фоси, амерички глумац, плесач, кореограф, редитељ и сценариста (прем. 1987)

### Јул
- 4. јул — Ђина Лолобриђида, италијанска глумица и фотографкиња (прем. 2023)
- 4. јул — Нил Сајмон, амерички драматург и сценариста (прем. 2018)
- 6. јул — Џенет Ли, америчка глумица, певачица, плесачица и списатељица (прем. 2004)

### Август
- 18. август — Розалин Картер, прва дама Сједињених Америчких Држава (1977—1981) (прем. 2023)
- 25. август — Алтеа Гибсон, америчка тенисерка и голферка (прем. 2003)

### Октобар
- 14. октобар — Роџер Мур, енглески глумац (прем. 2017)
- 18. октобар — Џорџ Си Скот, амерички глумац, редитељ и продуцент (прем. 1999)
- 24. октобар — Жилбер Беко, француски музичар и глумац (прем. 2001)
- 24. октобар — Жан Клод Паскал, француски глумац и певач. (прем. 1992)

### Децембар
- 18. децембар — Ремзи Кларк, амерички адвокат и политичар, 66. државни правобранилац САД (1966—1969) (прем. 2021)

## Смрти

### Јануар
- 16. јануар — Јован Цвијић, српски географ, председник Српске краљевске академије и ректор Београдског универзитета. (* 1865)

### Јун
- 15. јун — Отавио Ботекја, италијански бициклиста. (*1894).

## Нобелове награде
- Физика — Артур Комптон и Чарлс Томсон Рис Вилсон
- Хемија — Хајнрих Ото Виланд
- Медицина — Јулијус Вагнер-Јаурег
- Књижевност — Анри Бергсон
- Мир — Оснивач и председник Лиге за људска права Фердинанд Буисон (Француска) и Лудвиг Квиде (Немачка)
- Економија — Награда у овој области почела је да се додељује 1969. године